# The Powerpuff Girls: Paint the Townsville Green
The Powerpuff Girls: Paint the Townsville Green es un juego de plataformas en 2D desarrollado por el estudio estadounidense Sennari Interactive y distribuido por Bay Area Multimedia para Game Boy Color. Está basado en la serie animada The Powerpuff Girls de Cartoon Network.
Paint the Townsville Green es el segundo juego de una serie de tres juegos que incluye a The Powerpuff Girls: Bad Mojo Jojo y The Powerpuff Girls: Battle HIM. Los jugadores podrán intercambiar cartas de personaje entre las versiones al conectarse utilizando el Game Link Cable de la Game Boy Color.

## Jugabilidad
Esta entrega en la trilogía de juegos sigue la historia de Buttercup, quien deberá enfrentarse a The Gangreen Gang. El juego se controla de forma similar al primer juego, con Buttercup siendo controlada en lugar de Blossom. El juego reutiliza los mismos 5 entornos y banda sonora de Bad Mojo Jojo.

## Recepción
De forma similar a Bad Mojo Jojo, el juego fue un fracaso en críticas. DailyRadar le dio un puntaje de 50 de 100, y 64Power le dio un 40 de 100.